# اومانی
اومانی (به فرانسوی: Aumagne) یک کمون در فرانسه است که در canton of Saint-Hilaire-de-Villefranche واقع شده‌است. اومانی ۲۰٫۵۰ کیلومتر مربع مساحت دارد ۳۶ متر بالاتر از سطح دریا واقع شده‌است.